# NGC 2104
NGC 2104 é uma galáxia espiral barrada (SBm) localizada na direcção da constelação de Pictor. Possui uma declinação de -51° 33' 11" e uma ascensão recta de 5 horas, 47 minutos e 04,2 segundos.
A galáxia NGC 2104 foi descoberta em 27 de Dezembro de 1834 por John Herschel.